# Amata pseudomarjana
Amata pseudomarjana là một loài bướm đêm thuộc phân họ Arctiinae, họ Erebidae.